# 冰岛克朗
冰島克朗是冰島的官方貨幣，其原名稱為Króna（單數）或krónur（複數），在冰島語裡是「皇冠」的意思。雖然發音拼法各有小差異，但是「克朗」是芬兰以外北歐國家共同使用的貨幣單位，其ISO 4217代碼為ISK。

## 歷史
冰島克朗的出現最早是在第一次世界大戰结束后，斯堪的納維亞貨幣聯盟解散，冰島從原本的斯堪地那維亞克朗中分離而出。1961年之後流通的冰島克朗，都是由冰島中央銀行（Seðlabanki Íslands）負責管理。
1980年時，冰島進行貨幣改革並且重新對冰島克朗定價，規定每100舊冰島克朗等值於1新冰島克朗。雖然在定義上，每1克朗等值於100冰島分（單數：eyrir，複數：aurar），但在實務上當局並沒有發行過面值低於1克朗的任何貨幣，因此是種沒有實用化的貨幣單位。

## 流通中的貨幣

### 硬幣
- 1 克朗
  - 正面：大西洋鱈
- 5 克朗
  - 正面：真海豚
- 10克朗
  - 正面：毛鱗魚
- 50 克朗
  - 正面：普通濱蟹
- 100 克朗
  - 正面：圓鰭魚

### 紙幣

#### 1961年
- 10 克朗
  - 正面：阿爾高馬·瓊森
  - 背面：舊的房子
- 50 克朗
  - 正面：傑班多·布勒加森
  - 背面：16世紀的打印機
- 100 克朗
  - 正面：阿尼·馬格努松
  - 背面：寫作
- 500 克朗
  - 正面：佐恩·西古德松
  - 背面：辦公桌
- 1000 克朗
  - 正面：貝恩祖法·史雲申
  - 背面：教堂
- 5000 克朗
  - 正面：拉格希爾·榮斯蒂爾
  - 背面：指導兩個女人繡花

#### 1986年
- 100 克朗
  - 正面：阿尼·馬格努松
  - 背面：寫作
- 500 克朗
  - 正面：佐恩·西古德松
  - 背面：辦公桌
- 1000 克朗
  - 正面：貝恩祖法·史雲申
  - 背面：教堂
- 2000 克朗
  - 正面：約翰內斯·史雲申·卡薩夫
  - 背面：畫作

#### 2001年
- 500 克朗
  - 正面：佐恩·西古德松
  - 背面：辦公桌
- 1000 克朗
  - 正面：貝恩祖法·史雲申
  - 背面：教堂
- 5000 克朗
  - 正面：拉格希爾·榮斯蒂爾
  - 背面：指導兩個女人繡花
- 10000 克朗
  - 正面：喬納斯·柯甘臣
  - 背面：雀鳥和一首詩

## 外部連結
- （英文）冰島克朗歷史介紹（世界貨幣歷史網）
- 冰岛的钞票（页面存档备份，存于） （英文）（德文）